# Alumne
 Der er for få eller ingen kildehenvisninger i denne artikel, hvilket er et problem. Du kan hjælpe ved at angive troværdige kilder til de påstande, som fremføres i artiklen.

En alumnus eller alumne er altid en person, men kan i moderne sprogbrug betyde flere ting:
- En tidligere studerende fra et universitet eller anden højere læreanstalt.
- En beboer på et kollegium.

- En beboer på et psykiatrisk hospital.

Alumnus er en ældre betegnelse for en der er optaget på en stiftelse, en skole eller et kollegium. En alumnus/alumne modtog i reglen en del goder i form af gratis bolig, kost o.l., nogen gange dog under visse betingelser i form af modydelser såsom en pligt til at skrive afhandlinger. Grundstammen i ordet alumne er alumnus der på latin betyder fostersøn, og som igen er afledt af alere som betyder "at brødføde".
Alumneorganisatoner er primært organiseret omkring individuelle universiteter eller fakulteter, men forekommer også blandt studenter som fx har studeret i et bestemt land eller boet på et bestemt kollegium. Medlemskab af en alumneorganisation er en selvfølge blandt alumner i engelsktalende lande. I Europa er alumneorganisationerne i fuld gang med at blive mere og mere populære eftersom universiteterne modtager færre offentlige midler og bliver mere afhængige af private investeringer i deres finanser.
Det tilsvarende ord på engelsk er også alumnus (eller alumna hvis hunkøn) og bruges kun i betydningen gammel studerende, men er i denne betydning på dansk først set i 2003. Der er ikke andre betydninger end tidligere studerende på sprogene nederlandsk, tysk, norsk og svensk.